# Jun’ichi Usui
Jun’ichi Usui (jap. 臼井 淳一, Usui Jun’ichi; * 6. Oktober 1957 in der Präfektur Miyagi) ist ein ehemaliger japanischer Weitspringer.
Beim Leichtathletik-Weltcup 1977 wurde er Sechster, und bei den Asienspielen 1978 in Bangkok gewann er Silber.
1979 siegte er bei den Leichtathletik-Asienmeisterschaften und holte Silber bei der Universiade. Einer Silbermedaille bei den Asienmeisterschaften 1981 folgte Bronze bei den Asienspielen 1982 in Neu-Delhi.
Bei den Olympischen Spielen 1984 wurde er Siebter.
1985 wurde er Achter bei den Leichtathletik-Hallenweltspiele in Paris und gewann Silber bei den Pacific Conference Games sowie Bronze bei den Asienmeisterschaften. Bei den Asienspielen 1986 in Seoul holte er Silber.
1987 wurde er Elfter bei den Leichtathletik-Hallenweltmeisterschaften in Indianapolis und Zwölfter bei den Leichtathletik-Weltmeisterschaften in Rom.
Bei den Olympischen Spielen 1988 in Seoul gelang ihm in der Qualifikation kein gültiger Versuch.
Achtmal wurde er Japanischer Meister (1978, 1980, 1982–1987) und einmal Englischer Meister (1982). Seine persönliche Bestleistung von 8,10 m stellte er am 6. Juli 1979 in Paris auf.